# Jugoslovanska hokejska liga 1939/40
Sezona 1939/40 jugoslovanske hokejske lige je bila četrta sezona jugoslovanskega prvenstva v hokeju na ledu. Naslov jugoslovanskega prvaka so četrtič osvojili hokejisti ljubljanskega kluba SK Ilirija, turnir pa je potekal 13. in 14. januarja 1940 v Zagrebu. 

## Tekme
| 13. januar 1940 | SK Ilirija | 4:1 | Marathon Zagreb | Zagreb |

| Poročilo tekme | Poročilo tekme | Poročilo tekme | Poročilo tekme | Poročilo tekme |
| -------------- | -------------- | -------------- | -------------- | -------------- |
|                |                |                |                |                |

| 13. januar 1940 | ZKD Zagreb | 4:3 | Hašk Zagreb | Zagreb |

| Poročilo tekme | Poročilo tekme | Poročilo tekme | Poročilo tekme | Poročilo tekme |
| -------------- | -------------- | -------------- | -------------- | -------------- |
|                |                |                |                |                |

| 14. januar 1940 | Marathon Zagreb | 5:4 | Hašk Zagreb | Zagreb |

| Poročilo tekme | Poročilo tekme | Poročilo tekme | Poročilo tekme | Poročilo tekme |
| -------------- | -------------- | -------------- | -------------- | -------------- |
|                |                |                |                |                |

| 14. januar 1940 | SK Ilirija | 5:0 | ZKD Zagreb | Zagreb |

| Poročilo tekme | Poročilo tekme | Poročilo tekme | Poročilo tekme | Poročilo tekme |
| -------------- | -------------- | -------------- | -------------- | -------------- |
|                |                |                |                |                |

## Končni vrstni red
1. SK Ilirija
2. Marathon Zagreb
3. ZKD Zagreb
4. Hašk Zagreb

## Jugoslovanski prvaki
Ice Rihar, Mirko Eržen, Kačič, Kroupa, Jože Gogala, Ernest Aljančič, Oton Gregorčič, Luce Žitnik, Viljem Morbacher, Tone Pogačnik, Karol Pavletič